# Холмс, Оливер Уэнделл (старший)
О́ливер Уэ́нделл Холмс-старший (англ. Oliver Wendell Holmes, Sr.; 29 августа 1809, Кембридж — 8 октября 1894, Бостон) — американский врач, поэт и писатель.

## Биография
Оливер Уэнделл Холмс родился 29 августа 1809 года в Кембридже в семье священника и историка Эбайеля Холмса. Получил образование в академии Филлипса в Эндовере, затем в Гарвардском университете, изучал в Париже медицину. Работал профессором физиологии и анатомии в Гарварде, позже — в Дартмутском колледже.

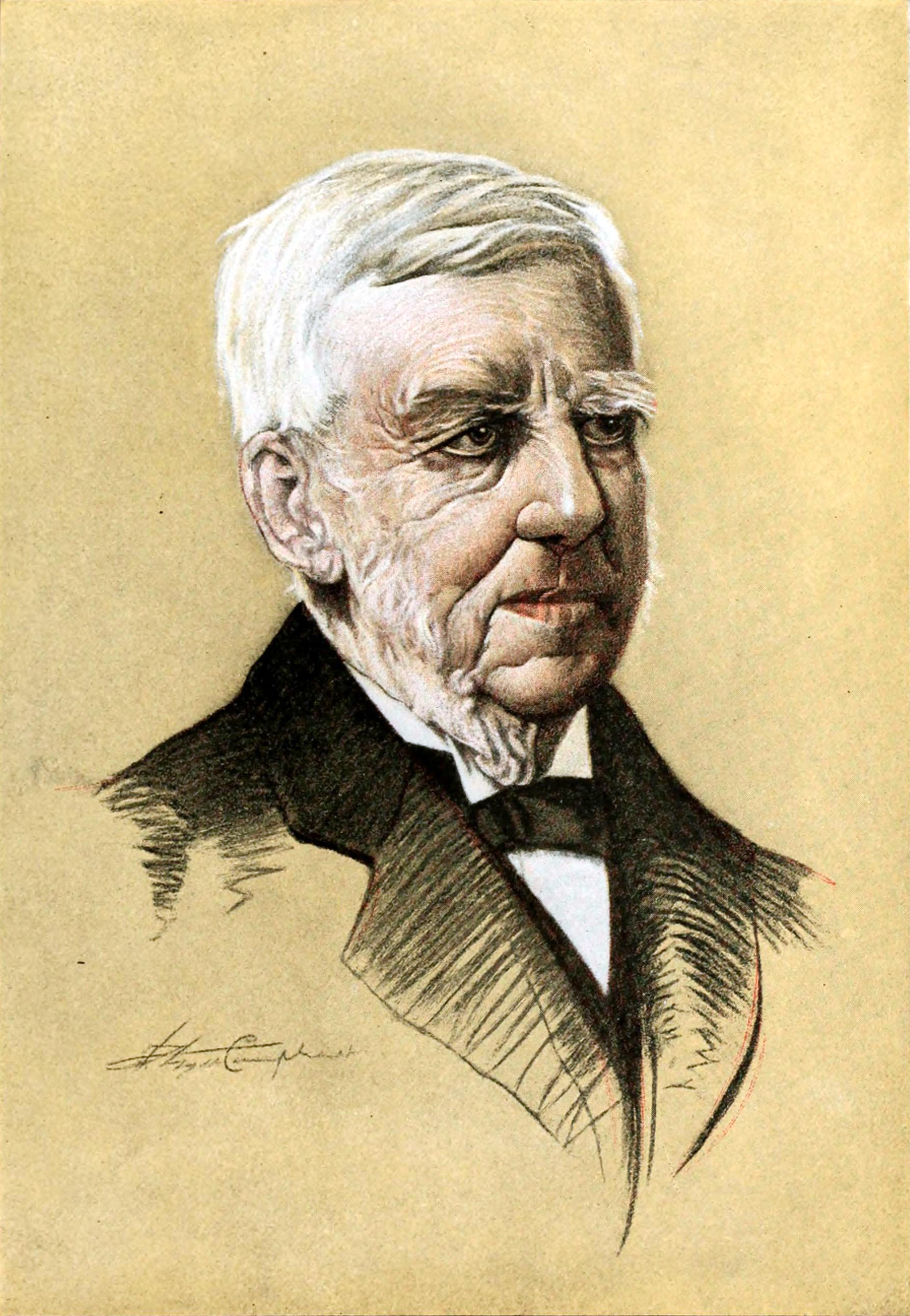
Оливер Уэнделл Холмс

О. У. Холмс занимался исследованием послеродовой горячки, а также вопросом её передачи молодым матерям через медицинский персонал. В 1843 году выпустил на эту тему исследование «Инфекционность послеродовой горячки» (англ. The Contagiousness of Puerperal Fever), где прослеживается связь между санитарно-гигиеническими условиями в родовых отделениях и количеством заболеваний. Применение разработанных Холмсом мероприятий по постоянной стерилизации инструмента и материалов, а также карантинные мероприятия в отношении персонала привели к резкому снижению послеродовой материнской смертности в Новой Англии. Окончательно доказанным инфекционный характер послеродовой горячки стал лишь в конце XIX столетия в результате работ Луи Пастера о возбудителях инфекционных заболеваний. В 1861 году Холмс также усовершенствовал стереоскоп. Ему также принадлежит введение в научный обиход термина анестезия.
Также О. У. Холмс известен как один из ведущих поэтов США XIX века. Он писал стихотворения в традициях Александра Поупа и Оливера Голдсмита, создавал патриотические, часто также иронические стихи. Входил в число домашних («каминных») поэтов. Кроме стихотворений написал три романа, оставил после себя сборники эссе и анекдотов.
Оливер Уэнделл Холмс — отец юриста Оливера Уэнделла Холмса младшего.
По некоторым данным, именно он послужил прототипом сыщика Шерлока Холмса, знаменитого героя Артура Конан Дойла.
Оливер Уэнделл Холмс стал героем медицинского триллера Тесс Герритсен «Сад костей» (The Bone Garden, 2007).